# Бензя Петро Андрійович
Бензя Петро Андрійович (9(21).06.1883 в с. Дроздовщина Чернігівської губернії (тепер с. Дроздівка Куликівського р-ну Чернігівської обл.) — після 1928) —  журналіст, діяч Української соціал-демократичної робітничої партії, один із співзасновників «Союзу визволення України», один з фігурантів «Справи членів ЦК УПСР Голубовича, Петренка, Лизанівського та ін.».

## Біографія
Походить з селян, освіта — початкове народне училище, середня освіта — позашкільна.
В 1903-5 р.р. Бензя належав до партії есерів, з 1905 — соціал-демократ. В 1907 р. він судиться за належність до військово-революційної організації, втікає з-під суду та емігрує. На еміграції живе переважно в німецькомовних країнах, зокрема в Швейцарії, де ближче знайомиться з швейцарським соціалістом Фрідріхом Пляттеном (1883—1942).
В серпні 1914 року П. Бензя був серед засновників «Союзу визволення України» від Української соціал-демократичної спілки, в 1915 р. редагував разом з М. Меленевським неперіодичний орган соціал-демократичного напрямку «Робітничий прапор», що виходив у Софії. Аркадій Животко в «Історії української преси» пише, що цей пресовий орган «давав чимало цінного матеріалу, зокрема огляди робітничого життя за кордоном та українського робітництва під Росією, виясняв українське становище супроти війни (В. Темницький) та супроти більшовиків. Призначений був, головно, для поширення на українських землях під Росією і користувався поважною симпатією серед полонених українців». В спровокованій дискусій проти діяльності Союзу визволення України, «Робітничий прапор» виступив на оборону останнього.
Повернувся П. Бензя з еміграції до Києва в березні 1918 року, став членом УСДРП.
В листопаді 1918 р. П. Бензя був відряджений В. Винниченком від Українського Національного Союзу в Західну Європу (Німеччина, Австрія, Чехія) для інформації соціалістичних партій про ситуацію в Україні, про антигетьманське повстання.
Повернувся Бензя в Київ у наприкінці грудня 1918 р. Про це є запис у щоденнику Є. Чикаленка від 30 грудня 1918 р.: «Вчора у мене на понеділку оповідались все сумні речі про становище України, безнадійне будуще, до якого її доведе Директорія. Але всіх потішив с-дек Бендзя, який допіру приїхав з Берліна, куди виїхав від Національного Союзу ще перед повстанням, щоб прихилити німців. Він розказує, що коли оповів Каутському про сумний стан України, то той відповів: — Чого ви сумуєте? Ви в порівняні з нами надзвичайно щасливі: ви до революції нічого не мали, а тепер маєте щось, а ми мали найсильнішу і найкультурнішу державу, а тепер нічого не маємо, навіть не знаємо й границь своїх, бо на сході поляки забирають Познань, Сілезію, навіть Данціг, де зовсім нема поляків; на півдні, Баварія та Баден, мабуть, одійдуть від нас; принаймні про це дуже дбає Антанта, яка й західну границю встановить там, де схоче бо ми не маєм сили спинити її, а ми були ще недавно наймогутнішою державою!» Справді так; коли Німеччина переживає таку катастрофу, то нам нема чого журитись, нам, як кажуть, так і Бог велів."
Після повернення Бензя був співробітником «Робітничої газети» (орган УСДРП) та репортером Українського телеграфного аганства (УТА), з розколом УСДРП, як свідчить на слідстві він сам, співчував «незалежникам» і співпрацював у їхній газеті «Червоний прапор».
В січні 1919 р. П. Бензя висовувався кандидатом до Трудового конгресу за списками УСДРП. Тоді ж на VI з'їзді УСДРП (10-13 січня), на якому сформувалася фракційна група лівих есдеків — «незалежники», був обраний до нового складу ЦК партії. 9 лютого 1919 року на засіданні Ради Народних Міністрів УНР у Вінниці під головуванням В. Чехівського його було призначено на посаду радника при посольстві УНР в Німеччині (з 10 січня того ж року). Але, очевидно, він не виїхав з Києва за другої більшовицької окупації. На засіданні кабінету міністрів 1 травня 1919 року під головуванням Б. Мартоса П. Бензю звільнено з 14 лютого за неявкою на цю посаду.
Після зайняття Києва деніківцями 31 серпня 1919 р. П. Бензя, за його свідченнями, «пішки дістався» Кам'янця Подільського, там мав пропозицію стати товаришем міністра преси й пропаганди в уряді І.Мазепи. Згідно протоколу засідання Кабінету Народних Міністрів від 29 вересня 1919 року кандидатури Іларіона Косенка та Петра Бензі були затверджені на посадах товаришів міністра преси. На початку жовтня 1919 р. П. Бензя разом з І. Лизанівським робить спробу вилетіти з Кам'янця-Подільського до Німеччини для переговорів про замирення з представниками Совєтської Росії за посередництвом німецьких соціалістів (місія Коппа). Літак зазнав аварії над Галичиною. 29 жовтня він повертається в Кам'янець, а 13 листопада виїздить з делегацією, яку очолив член ЦК УПСР Н. Петренко, для переговорів у Москву (т.з. місія Ф. Пляттена, прибула до Москви 3.12.1919). Після безрезультатних переговорів Бензя повертається через Житомир-Ніжин до Києва, де до початку лютого перехворів на тиф. З 7 лютого 1920 р. він працював редактором Київського краєвого відділу Всеукраїнського видавництва «Всевидат». Мешкав у Києві за адресою Велика Підвальна 16, кв. 14.
Арештований П. Бензя 5 квітня 1920 р., допитувався 5 квітня, 28 серпня, 13 вересня 1920 р., 3 січня (двічі) та 1 березня 1921 р. Про діяльність його як члена Союзу визволення України в матеріалах тому 15 слідчої справи немає жодної згадки. Справа П. Бензі долучається до «Справи Членів уряду УНР», яка зрештою виливається у «Справу членів ЦК УПСР». В попередніх «Висновках у справі членів уряду УНР і Центральних комітетів Українських партій соціалістів-революціонерів і соціал-демократів», датованих 20 січня 1921 р. і підписаних слідчим С. Дукельським, до П. Бензі пропонувалося застосувати «найвищу міру» покарання. Звільнений Бензя під розписку про невиїзд з Харкова за постановою Надзвичайної слідчої комісії ВУЦВК по справі Голубовича від 9.03.1921. Був працевлаштований в редакції газети «Вісті». 28 травня 1921 р. в Києві на останньому засіданні суду в «Справі членів ЦК УПСР Голубовича, Петренка, Лизанівського та ін.» П. Бензя допитується як свідок. В своїх показаннях на суді П. Бензя намагався відмежуватися від діяльності підсудних українських есерів, посилаючись на те, що він український соціал-демократ, «незалежник», а останні прокламували свою лояльність до радянської влади.
На сторінках «Щоденників» С. Єфремова є дві згадки про П. Бензю в записах за березень 1926 та за листопад 1928. В 1926 році він категорично відмовився приєднатися до кампанії публічного каяття діячів старих українських партій у своїй минулій діяльності. В кінці 1928 року ймовірно працював в редакції газети «Пролетарська правда» (Київ).
В другій половині 20-х років Петро Бензя співпрацює в журналі «Життя й революція», що виходив у Києві (1925—1934) і був свого часу одним з найсолідніших українських літературно-мистецьких періодичних видань. На сторінках журналу він публікує в 1925—1928 рр. більше десяти статей, рецензій на історичну тематику. Подальша доля не простежена.

## Твори
- Рецензія на кн.: Мірза-Авакянц Н. Селянські повстання на Полтавщині та Харківщині 1902 р. К.: ДВУ. 1925 // Життя й революція. 1925. № 10. С.116-117.
- Рецензія на кн.: Манилов В. Киевский совет рабочих депутатов в 1905 г. К.: ДВУ.1925; Манилов В. Вооруженное восстание Киевского гарнизона (ноябрь 1905 г.). К.: ДВУ 1925 // Життя й революція. 1925. № 11. С. 99.
- Рецензія на кн.: Вакар В. Накануне 1905 г. в Киеве. К. Книгоспілка. 1925 // Життя й революція. 1925. № 12. С. 99.
- В. І. Ленін і українська справа. (Із власних спогадів) // Життя й революція. 1926. № 1. С. 76-81.
- Рецензія на кн.: Риш А. Очерки по истории украинской социал-демократической «Спілки». Х. Пролетарий. 1926. // Життя й революція. 1926. № 5. С. 122—123.
- Рецензія на кн.: 1905 рік у Києві та на Київщині. Збірник статтів та спогадів за редакцією В. Манилова та Г. Маренка. К. ДВУ. 1926. // Життя й революція. 1926. № 9. С. 126—127.
- Рецензія на кн.: Платен Ф. Поворот Леніна із еміграції до Росії (березень 1917) К.: ДВУ. 1926. // Життя й революція. 1926. № 1. С. 115.
- Рецензія на кн.: Іванушкин В. Селянський рух 1905—1906 р. на Київщині (економічні передумови, зміст та наслідки). К. ДВУ. 1926 // Життя й революція. 1926. № 11. С. 99-100.
- До історії революційного руху на Україні (з приводу книжки О. Гермайзе «Нариси з історії революційного руху на Україні». Том 1. Революційна Українська Партія (РУП). К. Книгоспілка. 1926. // Життя й революція. 1926. № 11. С. 82-87.
- Земельна справа на Західній Україні // Життя й революція. 1928. № 4. С. 147—154.
- Рецензія на кн.: Шимонович І. Галичина. Економічно-статистична розвідка. К. ДВУ. 1928. // Життя й революція. 1928. № 8. С. 175—179.